# フシチイシュ
フシチイシュ（ロシア語: Вщиж：フッシーシュ）は、ロシア・ブリャンスク州ジューコフカ地区 (ru) の村落 (село / セロ) である。またシャーモルディノ村落移住地 (ru) を構成している。デスナー川の右岸に位置し、人口は2010年の時点で26人。中世には都市 (город / ゴロド) だった。

## 歴史
中世の都市・フシチイシュ（シチイシュなどとも記されている）は、11世紀にチェルニーゴフ公国の分領公国の首都としてその名が史料上に見られる。都市は現在の村域の西部に形成されていた。自然地理的にいえば、ストク川 (ru) の河口の、高く傾斜のあるデスナー川の川岸に面した地域である。
1238年の春のモンゴルのルーシ侵攻によってフシチイシュは徹底的に破壊され、都市は姿を消した。その後村落が再建され、現在に至っている。村としてのフシチイシュに関する記録は、1680年に、イヴァン・ヤーコヴレフ・ジノーヴィエフという名の下に出された勅令（グラーモタ (ru)）の中に言及がある。

## 考古学の発掘調査

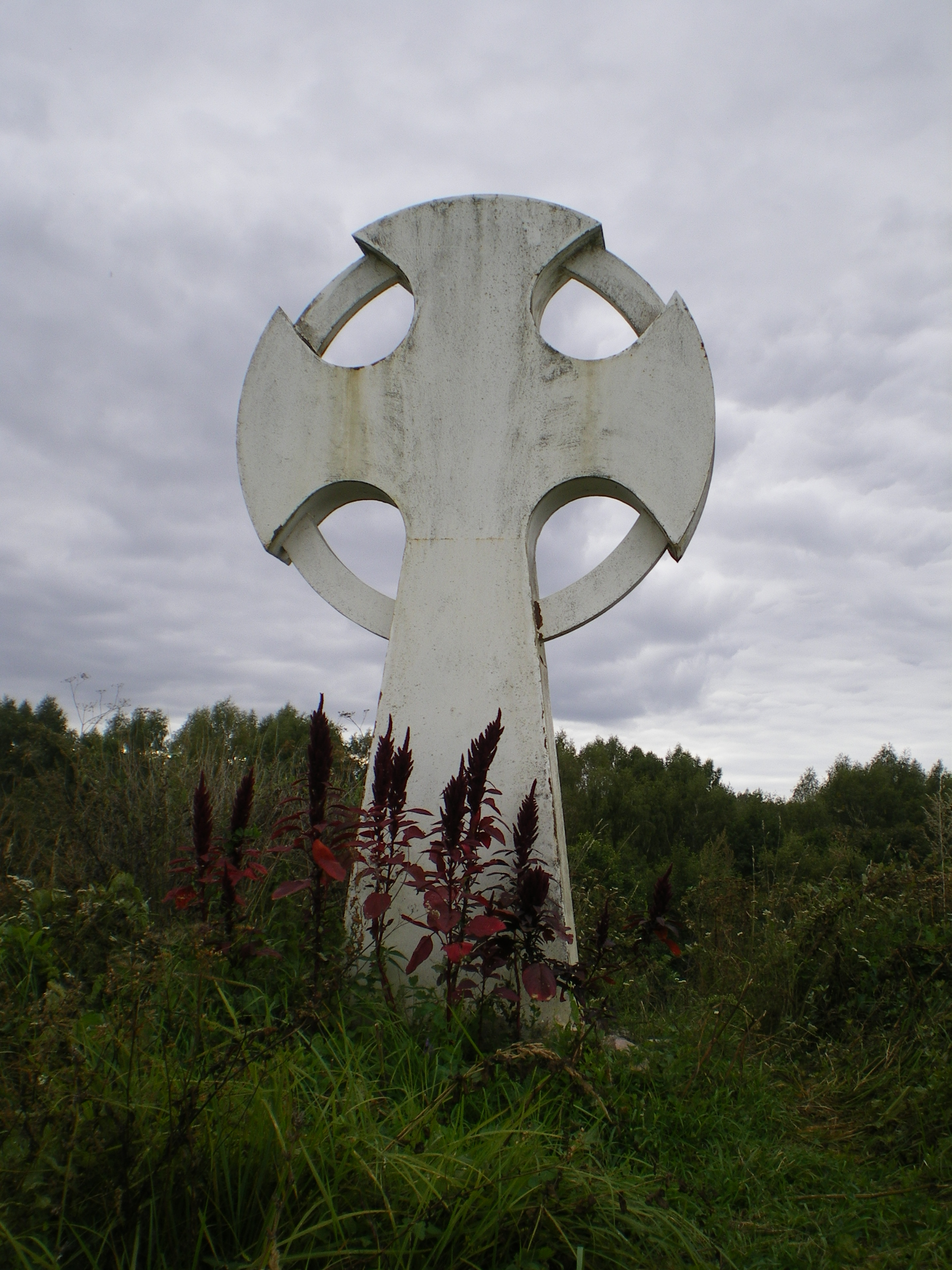
フシチイシュのデティネツに面する、中世の教会跡地に建てられた十字架

1840年代に、A. ウヴァーロフ (ru) によって、村の中心にある「聖なる丘（クルガン）」と呼ばれる遺跡の発掘調査が行われた。遺跡からは中世の教会施設の遺構が発見された。祭壇の近くで発見された人骨は、フシチイシュ公スヴャトスラフのものとみなされた。また、「フシチイシュの炉」と呼ばれる遺構は、1238年春のフシチイシュ陥落の際の遺跡として注目される。炉は食器を焼く最終工程の際に押しつぶされており、未完成の食器が残されていた。ソビエト連邦の考古学者B. ルィバコフ (ru) も、1940年、1948年 - 1949年に発掘調査を行っている。